# Petronius Maximus

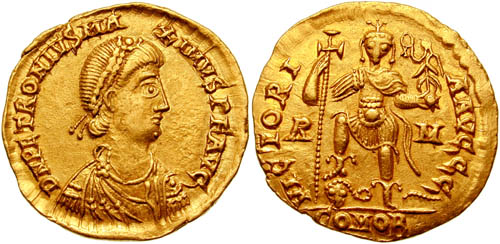
Monede cu figura lui Petronius Maximus

Flavius Anicius Petronius Maximus (n. 396 d.Hr., Roma, Imperiul Roman de Apus – d. 31 mai 455 d.Hr., Roma, Imperiul Roman de Apus) a fost aristocrat roman și, pentru scurt timp, împărat roman al Imperiului Roman de Apus, mai exact în perioada 17 martie 455 - 31 mai 455.
În timpul lui Petronius, vandalii, conduși de Genseric, ocupă și jefuiesc Roma.